# Línea de Alta Velocidad Pekín-Shanghái
La línea de Alta Velocidad Pekín-Shanghái es una línea de alta velocidad de 1318 kilómetros de longitud que une Pekín y Shanghái, en China. Está abierta al servicio comercial desde el 30 de junio de 2011. Esta es la línea de alta velocidad más larga construida en una sola fase. El material rodante es el CRH3, que es una versión del tren de alta velocidad Velaro de Siemens.
Según el exministro de Ferrocarriles, Liu Zhijun, la línea de ferrocarril fue diseñada para uso comercial de los trenes CRH380 A y CRH380 B a 380 km/h que tardarían 4 horas a una velocidad media de 326 km/h, frente a 9:49 horas para los trenes más rápidos que viajan en paralelo en la antigua línea. Sin embargo, tras el cambio en la política de precios y velocidades, en abril de 2011 se anunció que la velocidad del servicio ferroviario se reducía a 300 km/h. A esta velocidad, se requieren 4:48 horas, a una velocidad media de 271 km/h, para el viaje con una parada en Nanjing.
Unos 1140 km (el 86,5 % de la longitud total), se desarrollan en viaducto e incluye 22 túneles y 244 puentes, entre los que se encuentran el primero y segundo puentes más largos del mundo, el de Danyang-Kunshan (164 km), y el de Tianjin (114 km).

## Historia y construcción

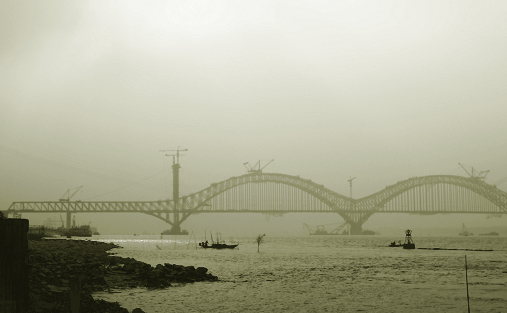
Línea de Alta Velocidad Pekín-Shanghái

La línea de alta velocidad ferroviaria se propuso en la década de 1990, reconociendo que una cuarta parte de la población del país vive a lo largo de la línea que une Pekín y Shanghái. En diciembre de 1990, el Ministerio de Ferrocarriles propone al Asamblea Popular Nacional la construcción de la línea ferroviaria de alta velocidad Pekín-Shanghái paralela a la ya existente entre ambas ciudades. En 1995, el primer ministro Li Peng, anunció que el trabajo preparatorio sobre el ferrocarril de alta velocidad comenzaría con el noveno plan quinquenal (1996-2000). El diseño inicial del Ministerio de la línea fue terminado y sometido a la aprobación del Estado en junio de 1998. El plan de construcción finalmente se determinó en 2004, tras un debate de cinco años de duración sobre la conveniencia de utilizar vía férrea tradicional o tecnología maglev.
Se iniciaron los trabajos de construcción el 18 de abril de 2008. Las vías se colocaron entre el 19 de julio de 2010 y el 15 de noviembre de 2010. La catenaria se completó el 4 de febrero de 2011. De acuerdo a CCTV, más de 130 000 trabajadores en la construcción y la ingeniería estaban activos en el pico de la fase de construcción.

## Operación

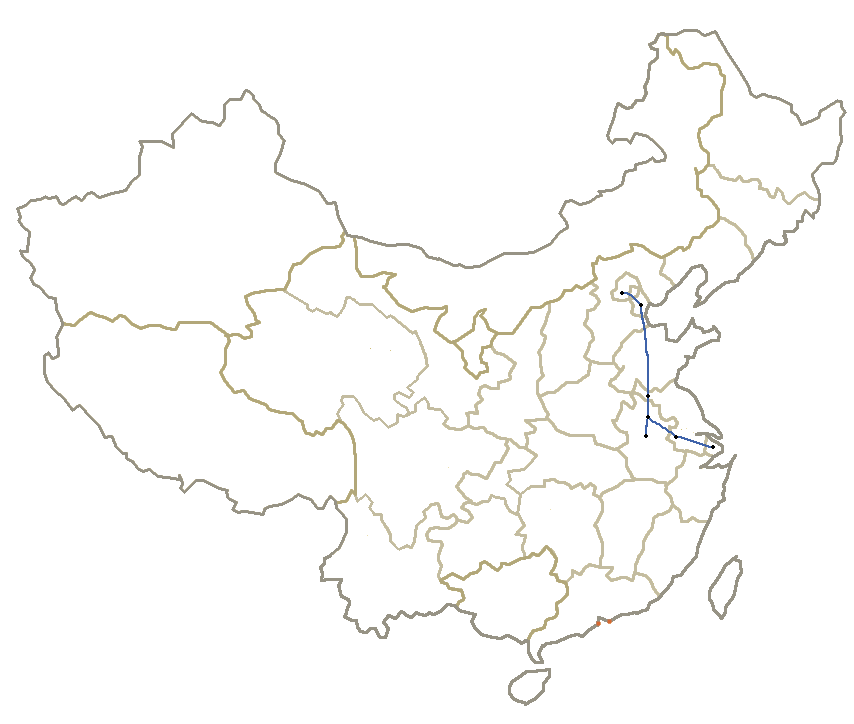
Mapa con el trazado de la línea.

Más de 43 pares de trenes diarios recorren la línea entre Pekín Sur y Shanghái Hongqiao entre las 7 y las 18 horas.